# 聖安多尼學校
聖安多尼學校（Saint Anthony's School）於1963年創立，隸屬天主教 鮑思高慈幼會中華會省。為一所男女全日制小學。辦學宗旨：學校以「篤信博愛」為校訓，使學生明白敬愛天主，關愛他人，以配合德智體群美靈六育的發展。學校以會祖鮑思高神父的「預防教育法」，以宗教、理智、仁愛為基礎；務求在愉快、開放、信任和共融的環境下學習。聖安多尼學校在2010年1月22日確定為三級歷史建築。

## 校徽
盾上方寫著「聖安多尼學校」的中英文字樣，下方中央有一特式百合花，兩旁有代表校名的英文簡寫「SA」，以及中文校訓：「篤信博愛」。盾下有一飾帶，上面寫有拉丁文校訓「Fide et Caritate」。
聖安多尼（1195年－1231年）是天主教方濟會會士，生於葡萄牙里斯本，後期在意大利帕多瓦生活。聖安多尼學問淵博，熱心傳教，精於講道及教義。1232年，教宗額我略九世冊封他為聖人，教宗庇護十二世於1946年冊封他為「福音聖師」（Evangelical Doctor）。
聖安多尼常被藝術家描繪成手抱小耶穌和另一手拿著百合花，因他曾在祈禱中與顯現給他的小耶穌傾談，而百合花則象徵他勤修的純潔之德。

## 歷史
學校始創時，上午校是男校，下午校則是女校。學校在2000年轉為全日制，上午校繼續留在現址，下午校則遷往中半山醫院道，前余道生紀念中學校址，並更名中西區聖安多尼學校。

## 校訓
「Fide」即信德，「et」是拉丁語的連詞，「Caritate」即愛德。中文校訓「篤信博愛」，意謂對天主要有堅定不移的信德，對人要有泛愛眾人的愛德。

## 學校設施
共有18個標準課室，設有音樂室、電腦室、禮堂、圖書館及兩個雨天操場。

## 班級結構
小一至小六，每級3班，共18班。

## 校友
林盛斌 主持、唱片騎師及藝員

## 外部連結
- 聖安多尼學校 （页面存档备份，存于）
- 聖安多尼學校 Facebook專頁